# Chloropipo unicolor
A Chloropipo unicolor a madarak osztályának verébalakúak (Passeriformes) rendjébe és a piprafélék (Pipridae) családjába tartozó faj.

## Rendszerezése
A fajt Wladyslaw Taczanowski lengyel zoológus írta le 1884-ben. Egyes szervezetek a Xenopipo nembe sorolják Xenopipo unicolor néven.

## Előfordulása
Az Andok hegységben, Ecuador és Peru területén honos. A természetes élőhelye szubtrópusi és trópusi síkvidéki és hegyi esőerdők. Állandó, nem vonuló faj.

## Megjelenése
Testhossza 12 centiméter, testtömege 15,5 gramm. A hím tollazata fekete, a tojóé zöld.

## Külső hivatkozások
- Képek az interneten a fajról
- Xeno-canto.org - hangja